# 1991 год в авиации
Список событий в авиации в 1991 году.

## События
- 4 февраля — первый полёт штурмовика Су-39.
- 6 мая — образована авиационная группа высшего пилотажа Военно-воздушных сил России "Стрижи".
- 31 мая — первый полёт швейцарского лёгкого пассажирского самолёта Pilatus РС-12.[1]
- 15 сентября — первый полёт американского стратегического военно-транспортный самолёта Boeing C-17 Globemaster III.
- 30 декабря — в Москве учреждён Межгосударственный авиационный комитет.

### Авиакатастрофы
- 27 декабря — Чудо в Готтрёре: через несколько минут после вылета из аэропорта Стокгольм-Арланда, самолёт MD-81 компании SAS разбился из-за отказа обоих двигателей. Никто из 129 человек на борту не погиб.

### Без точной даты
- Совершил первый полёт американский ударный вертолёт AAC Penetrator.[2]
- Первый полёт российского лёгкого самолёта Аэропракт-Самара А-21 Соло.[3]

## Персоны

### Скончались
- 17 марта — Воробьёв, Иван Алексеевич, дважды Герой Советского Союза (1944; 1945), полковник (1956), военный лётчик.
- 8 августа — Иван Никитович Кожедуб, лётчик-ас времён Великой Отечественной войны, наиболее результативный лётчик-истребитель в авиации союзников (64 сбитых самолёта). Трижды Герой Советского Союза, Маршал авиации.